# Scharnebeck
Scharnebeck er en kommune i den nordlige centrale del af Landkreis Lüneburg i den tyske delstat Niedersachsen, og er administrationsby i Samtgemeinde Scharnebeck.

## Geografi
Scharnebeck ligger ca. 8 km nordøst for Lüneburg, og vest for Naturpark Elbufer-Drawehn. Elbe-Seitenkanal går gennem kommunen.

### Inddeling
I kommunen ligger ud over Scharnebeck landsbyerne:
- Nutzfelde
- Lentenau